# Donald Elmer Black
Pour l’article homonyme, voir Black.
Donald Elmer Blakc, né le 21 septembre 1892 et mort le 15 avril 1980 , est un agriculteur, marchand et homme politique fédéral du Québec.

## Biographie
Né à Saint-Chrysostome dans la région de la Montérégie, Donald Elmer Black est conseiller municipal dans le village d'Aubrey près de Saint-Chrysostome de 1931 à 1935.
Élu député du Parti libéral du Canada dans la circonscription fédérale de Châteauguay—Huntingdon en 1935, il est réélu en 1940, 1945 et dans Châteauguay—Huntingdon—Laprairie en 1949. Il ne se représente pas en 1953.
Il est mort à Ormstown dans la région de la Montérégie à l'âge de 87 ans.